# Leon Billewicz
Leon Billewicz (ur. 25 kwietnia 1870 w majątku Werbiczna, zm. wiosną 1940 w Charkowie) – generał brygady Wojska Polskiego, ofiara zbrodni katyńskiej.

## Życiorys
Syn Lucjana i Ignacji urodzony 25 kwietnia 1870 w majątku Werbiczna, w powiecie włodzimierskim w ówczesnej guberni wołyńskiej.
Ukończył Szkołę Junkrów w Kijowie i Oficerską Szkołę Piechoty w Sankt Petersburgu. Od 1893 oficer rosyjskiej piechoty. Brał udział w 1900 w interwencji rosyjskiej w Chinach i wojnie z Japonią w latach 1904–1905 dowodząc kompanią i batalionem. W czasie I wojny światowej, na froncie niemieckim, dowodził pułkiem piechoty. W 1915 ciężko ranny. Przeleżał kilka miesięcy w szpitalu, po czym powrócił na front.
Po rewolucji październikowej opuścił armię i w randze pułkownika wstąpił do formującego się na Białorusi I Korpusu Polskiego pod dowództwem gen. Józefa Dowbor-Muśnickiego. Początkowo zajmował się sprawami organizacyjnymi korpusu, a w kwietniu 1918 objął dowództwo 6 pułku strzelców w 2 Dywizji Strzelców. Po rozwiązaniu I Korpusu w maju 1918 przybył do kraju, gdzie działał w Polskiej Organizacji Wojskowej.
31 października 1918 został przyjęty do Wojska Polskiego z byłego I Korpusu Polskiego i byłej armii rosyjskiej, z zatwierdzeniem posiadanego stopnia pułkownik. Mianowany dowódcą Okręgu Wojskowego Nr IV Radom, z zadaniem sformowania Radomskiego Okręgowego Pułku Piechoty.
Od 25 marca 1919 dowodził 11 pułkiem strzelców wielkopolskich. 6 czerwca 1919 Komisariat Naczelnej Rady Ludowej, na wniosek głównodowodzącego, przyjął go do Sił Zbrojnych Polskich w byłym zaborze pruskim z byłego I Korpusu Polskiego, w stopniu pułkownika, w piechocie. W tym samym miesiącu z częścią pułku wyruszył na front ukraiński. W walkach dotarł nad rzekę Zbrucz. We wrześniu wrócił do Wielkopolski i rozpoczął służbę na linii demarkacyjnej polsko-niemieckiej. W czasie wojny z bolszewikami od lutego 1920 dowodził XXXIV Brygadą Piechoty na froncie litewsko-białoruskim. 1 maja 1920 został zatwierdzony z dniem 1 kwietnia 1920 w stopniu generała podporucznika, w grupie oficerów Korpusów Wschodnich i byłej armii rosyjskiej. 24 czerwca 1920 razem z gen. ppor. Wincentym Odyńcem, dowódcą 17 DP i gen. ppor. Adolfem Kuczewskim, dowódcą XXXIII BP został zwolniony ze stanowiska i przydzielony do Stacji Zbornej dla Oficerów w Warszawie. Na początku września 1921 został zwolniony ze stanowiska dowódcy punktu wymiany jeńców w Baranowiczach. Od marca 1921 komendant miasta Brześć n. Bugiem, a później komendant Obszaru Warownego Brześć n. Bugiem. 3 maja 1922 został zweryfikowany w stopniu generała brygady ze starszeństwem od 1 czerwca 1919 i 36. lokatą w korpusie generałów. Przez ostatnie 4 lata służby (od października 1923 do kwietnia 1927) członek Oficerskiego Trybunału Orzekającego. Z dniem 30 kwietnia 1927 został przeniesiony w stan spoczynku. Na emeryturze osiadł w majątku Werbiczna.

We wrześniu 1939 zgłosił się do służby do sztabu Naczelnego Wodza w Brześciu nad Bugiem i został wyznaczony na dowódcę garnizonu w Dubnie. Po napaści sowieckiej ewakuował się do Brzeżan, gdzie razem z gen. Aleksandrem Kowalewskim dowodził kombinowaną grupą operacyjną. Tam, po walce, dostał się do niewoli radzieckiej 19 września w mieście Żurawno koło Stryja w czasie wycofywania grupy w kierunku granicy węgierskiej. Był więziony w obozie jenieckim w Starobielsku. Wiosną 1940 został zamordowany przez funkcjonariuszy NKWD w Charkowie i pogrzebany w Piatichatkach, gdzie od 17 czerwca 2000 mieści się oficjalnie Cmentarz Ofiar Totalitaryzmu w Charkowie. Figuruje na Liście Starobielskiej NKWD pod pozycją 172(272).
Postanowieniem nr 112-48-07 Prezydenta RP Lecha Kaczyńskiego z 5 października 2007 został awansowany pośmiertnie na stopień generała brygady. Awans został ogłoszony 9 listopada 2007 w Warszawie, w trakcie uroczystości „Katyń Pamiętamy – Uczcijmy Pamięć Bohaterów”.

## Ordery i odznaczenia
- Medal Zwycięstwa[14]